# Fernando Platas
Fernando Fabricio Platas Álvarez (Naucalpan, 16 de marzo de 1973) es un clavadista y político mexicano.

## Trayectoria
Comenzó a practicar el deporte de los clavados o saltos ornamentales desde que era un joven.
En 1990 ganó dos pruebas de dos en Alemania en la plataforma de 10 m, y en el mismo año logró obtener tres medallas en los Juegos Centroamericanos y del Caribe en la Ciudad de México.
En 1992 representó a los Estados Unidos Mexicanos en los Juegos Olímpicos de Barcelona 1992 y en 1993 ganó la medalla de plata en los campeonatos mundiales de la Federación Internacional de Natación.
En 1995 recibió el Premio Nacional de Deporte y ha sido dos veces abanderado mexicano de la delegación nacional durante los Juegos Olímpicos de Atenas 2004 y los Juegos Olímpicos de Sídney 2000.
Durante los Juegos Olímpicos de Sídney 2000 ganó la medalla de plata en la trampolín de 3 metros. Después de un quinto lugar en los Juegos de Atenas 2004 decidió retirarse.
Fue candidato del Partido Acción Nacional a diputado federal por el XXIV Distrito Electoral Federal del Estado de México en las elecciones de 2009.